# Homo mermanus (cómic)
Homo mermanus es una raza ficticia de humanoides acuáticos con laminillas que aparecen en los cómics americanos publicados por Marvel Comics. Esta raza es más conocida como las personas que viven en la Atlantis del Universo Marvel. Namor el Sub-Marinero es el personaje más representativo de la raza. Bill Everett a menudo los llamaba submarinos y el príncipe Namor, el Sub-Marinero, pero Stan Lee comenzó a llamar a todos los Atlantes y al reino submarino Atlantis.
Una rama de la especie Homo sapiens con un origen aún no revelado, Homo mermanus es una especie de mamífero, pero con algunas características similares a las de los peces. Cada uno posee dos branquias gemelas ubicadas en sus cuellos cerca del hueso de la clavícula, que les permiten respirar bajo el agua. La pigmentación de su piel puede ser azul (la mayoría de los atlantes) o verde (la mayoría de los lemurianos y nómadas).
Su fisiología también es mucho más fuerte y duradera que la del Homo sapiens, necesaria por su exposición a la enorme presión de las profundidades marinas. Como consecuencia, son físicamente mucho más fuertes que los humanos normales y pueden nadar hasta 30 millas (48 km) por hora. La esperanza de vida típica de un Homo mermanus es de 150 años. Sin embargo, no pueden sobrevivir fuera del agua durante más de cinco minutos sin ayuda.
La población total de Homo mermanus se ha estimado en más de 1.000.000 en todo el mundo.

## Historial de publicaciones
Los Atlantes aparecieron por primera vez en Motion Picture Funnies Weekly # 1 (abril de 1939).

## Historia ficticia de la raza
Los Homo mermanus a menudo se conocen como Atlantes, ya que fue en la ciudad de Atlantis donde surgió su primera sociedad compleja. Al igual que los humanos, aprendieron a domesticar animales, como los delfines, mientras que los humanos domesticaron caballos, perros y camellos.
La propia Atlantis había sido un pequeño continente por encima del suelo con muchos asentamientos humanos, cuando un evento hace 10.000 años llamado el "Gran Cataclismo" provocó que se sumergiera en el mar. 2.000 años más tarde, un grupo de Homo mermanus hizo de las ruinas de los asentamientos humanos en Atlantis su hogar y pasó a desarrollar una sociedad allí utilizando tanto material como pudieron recoger de los restos. Muchas de las tribus en guerra se unieron bajo un solo emperador (aunque en el siglo XX todavía había algunas tribus bárbaras).
500 años después del asentamiento de Atlantis, otro grupo de Homo mermanus abandonó Atlantis para fundar su propia ciudad - esta vez en una parte de las ruinas de otro continente sumergido durante el Gran Cataclismo - Lemuria en el Océano Pacífico.
Estos "Lemurianos" descubrirían la Corona Serpiente en las ruinas de su ciudad, ya través de la exposición de su Líder Naga y el uso extensivo del antiguo dispositivo místico, se volverían más parecidos a serpientes en apariencia que sus primos Atlantes.
Muchos Atlantes adoran a Neptuno, dios romano del mar.
Durante el siglo XX, la raza Homo mermanus comenzó a entrar en contacto sostenido con sus primos humanos. Estos contactos han sido a menudo hostiles, y han incluido muchas invasiones abortadas (Atlantis al Ataque, etc.) e incluso ocasiones separadas en las que un gran número de Homo mermanus quedaron en coma o esterilizados durante períodos. Durante la Segunda Guerra Mundial, el reino de Atlantis también luchó contra las potencias del Eje en alianza con las potencias aliadas. 
Sin embargo, no todas las interacciones entre Homo sapiens y Homo mermanus han sido hostiles: durante la década de 1920, una mujer Homo mermanus, la Princesa Fen de Atlantis se apareó con el capitán marino humano Leonard McKenzie, una unión que produjo el primer híbrido humano / Atlante: Namor {hijo vengador en atlante}, el Sub-Marinero.
A raíz de Civil War y los eventos de World War Hulk, el Homo mermanus, culpable del terrorismo debido a las acciones de Kamar, hijo militarista de Namor, se ve obligado a abandonar los mares, utilizando las células durmientes establecidas para vivir dentro de la humanidad. El Ejército Atlante residía en Latveria, invitados del Doctor Doom, y los civiles vivían junto al resto de la humanidad.
Después de que su líder Namor se alió con los X-Men, los Atlantes comenzaron a construir un pilar de apoyo que evitaría que la recién establecida nación mutante de Utopía (cerca de la costa de San Francisco) se hundiera. Alrededor de este pilar, llamado la columna Atlante, establecieron una ciudad llamada Nueva Atlantis.
Como parte de "All-New, All-Different Marvel", Atlantis fue atacada más tarde por el Escuadrón Supremo en represalia porque Namor y la Camarilla habían destruido los mundos de algunos de sus miembros. Después de que Hyperion decapitó a Namor y Princesa Poder mató a Attuma, el Escuadrón Supremo recordó la información de los ataques anteriores de Atlantis en el mundo de la superficie. Hyperion luego levantó Atlantis por encima del océano y luego la arrojó al suelo lo suficiente como para matar a los demás atlantes presentes.
Namor luego comienza a trabajar para unir las diferentes ramas de los Atlantes cuando se trata de mantener los océanos a salvo de los invasores del mundo de la superficie.
Después de no haber logrado poner a los Vodani de su lado, Namor dirigió su atención hacia la facción Sea Blades. Habiendo desviado las habilidades acuaquinéticas de Hydro-Man, Namor dividió los océanos y dejó que Sea Blades y su líder se asfixiaran a menos que le cedieran el liderazgo. Su líder Karris aceptó los términos al quedar asombrado con la habilidad de Namor.

## Subrazas y ramas
Homo mermanus se divide entre los Atlantes y el grupo escindido que se asentó en el continente hundido de Lemuria y tomó el nombre de Lemurianos. Se diferenciaban porque poseían un color de piel más verdoso reptil en comparación con los Atlantes de piel azul.
Los Vodani son una rama de los Atlantes que han seguido un portal en la Fosa de Mindanao que los llevó a un planeta acuático al que llamaron Vodan.
Los Sea Blades son una rama militarista de tropas de choque que desertaron de Atlantis hace años.

## Homo mermanus conocidos

### Atlantes conocidos
A continuación se enumeran los Atlantes conocidos que están ordenados por aquellos que aparecen en la Edad de Oro, los que aparecen en la Edad Moderna y los que aparecieron en otros períodos de tiempo.

#### Atlantes delsigloXI
- Iron Fist - una princesa atlante sin nombre que empuñaba el Iron Fist.[6][7]

#### Atlantes de la Edad de Oro
- Namor McKenzie[8] - Gobernante de Atlantis; miembro de los Invasores, Defensores, Vengadores; retuvo sus poderes mutantes después del M-Day.
- Blabek[9]
- Byrrah[10] -
- Chemil[11] - Enfermera en tiempos de guerra.
- Cogolla[10]
- Daka[12] - Tío de Namor y posiblemente el padre de Byrrah; asumió brevemente la corona de Atlantis antes de Pearl Harbor; más tarde se alió con los nazis y la gente de las focas y lideró una invasión de Argentina.
- Daro
- Dorma[8] - Esposa de Namor; actualmente fallecida.
- Ertve[9] - Sumo sacerdote en tiempos de guerra y miembro del Consejo de los Tres.
- Fen[8] - Madre de Namor; actualmente fallecida... Aparece en el segmento Sub-Marinero del programa de televisión Marvel Super Heroes (1966).
- Folma[13] - Teniente de guerra.
- Harla[14]
- Jadda[14]
- Kalo
- Kamara[15]
- Karal[8] - Guardia Real
- Lerza[14]
- Lucas[16]
- Mara[17]
- Mel[16]
- Mephistios[18]
- Naka[9]
- Namora (Aquaria Nautica Neptunia)[19] - Prima de Namor.
- Narvick[20] - Miembro del Alto Consejo Atlante.
- Nostromas[11] - Médico en tiempos de guerra.
- Petrod[9] - Centinela en tiempos de guerra.
- Rad
- Rathia[11]
- Sarna[17]
- Sigor
- Tarna[18]
- Tarot[20]
- Thakorr[8] - Abuelo de Namor; actualmente fallecido... Thakorr aparece en el segmento Sub-Marinero del programa de televisión Marvel Super Heroes (1966).
- Til[9]
- Tor
- Toro[21] - Sastre atlante.
- Zarot
- Zolma

#### Personajes de la Edad Moderna
- Abira[22]
- Achak[23]
- Amir[24] - Miembro de la Guardia Real, Agente Durmiente; actualmente fallecido.
- Amo[25]
- Andromeda Attumasen[26] - exmiembro del Círculo del Dragón y Los Defensores.
- Aradnea[27]
- Arath[28] - Terrorista mutante y miembro de Sleeper Cell 13.
- Argos[29] - Oficial militar
- Arkus[30] - Oficial militar
- Arno[25]
- Ashur[31]
- Askid[32]
- Attuma[33] - Señor de la guerra bárbaro y usurpador.
- Attumacht[34]
- Azir
- Azor[35]
- Balaal[36]
- Banara[28]
- Beemer[37]
- Betty[35]
- Bloodtide[38] - miembro de Fathom Five.
- Bobo[37] - Primo de Namor.
- Brodar[39]
- Burka[40]
- Byrrahna
- Chelwid[41]
- Cirin[42]
- Corak[43]
- Coral[44] - actualmente fallecido.
- Crab[45] - Miembro de la Escuela
- Crosta[46] - Mutante
- Dakkor[47]
- Dara[48] - Primo de Namor, actualmente fallecido.
- Dashak[49]
- Deathcharge[50]
- Delta Nueve[51] - Clon atlante.
- Clones Dorma[52] -
- Dorma (Heroes Reborn)[53] - Versión Heroes Reborn de Dorma.
- Dragonrider[48] - Forajido; miembro de Fathom Five.
- Anguila[54] - Mutante; Líder de SURF.
- Elanna[55]
- Epititus[56] - actualmente fallecido.
- Fara[57] - actualmente fallecida.
- Farax[58]
- Gelva[47]
- Gorgul[42]
- Gort[25]
- Govan[59] - Embajador de Atlantis.
- Grokko[60]
- Harran[61]
- Hana[62]
- Husam[22]
- Husni[22]
- Ikthon[63] - Jefe Científico.
- Immanu[64]
- Jakka[65] - actualmente fallecido.
- Janus[66] - Agente durmiente.
- Jian[23]
- Joe Atlantis[67]
- Kadar[22] - actualmente fallecido.
- Kalen[61]
- Kamar[28] - hijo de Namor; exmiembro de 13th Cell; actualmente fallecido.
- Kamuu[55]
- Kasim[68]
- Kavor[69]
- Keerg[70] - Señor de la guerra.
- Kida[71]
- Kitano[72]
- Kor-Konn[42]
- Kormok[73] - Sumo sacerdote
- Korra[37] - Abuela de Namor; presunta fallecida.
- Korro
- Krakos[28]
- Krang[74] - Señor de la guerra exiliado, exmiembro del Escuadrón Serpiente.
- Kurod Ormaon[75] - (también conocido como Bernard Waterman)
- Kyral[51] - Genetista.
- Lida[76]
- Lorvex[77]
- Mad Twins[78]
- Madoxx[55] - Anciano estadista; Miembro del Consejo de los Tres.
- Mako[79] -
- Mako[80] - Tubo de ensayo Atlante; miembro de los Jóvenes Maestros.
- Manowar[38] - Guerrero mutado; miembro de Fathom Five.
- Mara[64]
- Marcan
- Mato[23]
- Minnow[45] - Miembro de la escuela.
- Morcan[81] - Criminal
- Morel[82]
- Mussels[45] - Miembro de la escuela.
- Namita
- Namorita Prentiss[83] - clon de Namora; exmiembro de los Nuevos Guerreros; asesinada por Nitro.
- Nara[84]
- Nautak[85] - actualmente fallecido.
- Nereus[86]
- Nia Noble[87] - Mitad Atlante; Reina de neptunia.
- Numara D'athahr[88]
- Opistho[46]
- Orelem[34]
- Orka[89] - Guerrero mutado; Antiguo miembro de Héroes de Alquiler.
- Orthus[90] - Un atlante en la dimensión de bolsillo "Heroes Reborn".
- Orrek[55]
- Ossem[36]
- Oudvrou[22]
- Gente del Mar Negro[91]
- Politus[24]
- Porphyr[92]
- Proctidae[46]
- Proteus[93]
- Proteus[48] - Cambiaformas rebelde.
- Raman[69] - Guardián de la puerta de Atlantis.
- Ramin[94]
- Ramon
- Relun[49]
- Remora[95]
- Rennar[55]
- Ronga[96]
- Ruthar[97]
- Saru-San[42] - presunto fallecido.
- Caballo de Mar[45] - Miembro de la escuela.
- Algas[45] - Miembro de la escuela.
- Selach[98] - Subcomandante de Krang.
- Serestus[99]
- Seth[100] - Primo de Namor.
- Shakkoth[48] - Sumo sacerdote y miembro del Consejo de los Tres y At'La'Tique.
- Shalak[101]
- Sharkskin[54] - Mutante; Miembro de SURF.
- Shem[102]
- Calamar[45] - Miembro de la escuela.
- Stegor[55]
- Sulumor[103] - Delegado de Mazikhandar; actualmente fallecido.
- Talan[51]
- Tanas[55]
- Tareva[104] - Hechicero.
- Teneel
- Thakos[105] - Señor de la guerra y miembro del Consejo de los Tres.
- Thallo[51]
- Timoran[28]
- Tornaga[96]
- Trident Team[37]
- Tulem[106]
- Tyrak[25] - Criminal que cambia de tamaño.
- U-Man (Meranno)[107] - Simpatizante nazi.
- Undertow[54] - Mutante; Miembro de SURF.
- Ancianos / muertos sin perdón
- Vashti Cleito-Son[108] - Gran visir y miembro del Consejo de los Tres.
- Vayos[42]
- Volpan[30] - Técnico
- Vyrra[109] - Genetista proscrito; actualmente fallecido.
- Serpiente de agua (Faira Sar Namora)[110]
- Waya[23]
- Whalesong[111]
- Worta[39]
- Wurta[93]
- Xiomara[85]
- Yorlo[15]
- Zantor[112]
- Zantor[35] - Científico.
- Zarina[113] - Tía de Namor.
- Zartra[69]
- Zoga[97] - Rebelde mutado; actualmente fallecido.
- Zoran[29]

### Lemurianos conocidos
A continuación se enumeran los lemurianos conocidos:
- Karthon[114]
- Merro[83]
- Naga[114]
- Nagala[115]
- Llyna[116]
- Llyra[117] - Mitad lemuriana.
- Llyron[117]
- Llyron[118] - Pseudoclon de Namor; miembro de Fathom Five.

### Vodani conocido
- Kataw: la princesa de los Vodani que ayudó a Namor a luchar contra los Skrilkrak. Se convierte en reina tras la muerte del rey Okun.[4]
- Okun: el rey de los Vodani. Namor lo mató cuando intentó matarlo en el Cañón del Dolor.[4]

### Sea Blades conocidos
- Karris: el almirante de los Sea Blades.[5]

## En otros medios

### Televisión
- Los Atlantes aparecen en el segmento Sub-Marinero de The Marvel Super Heroes. Además de Namor, los Atlantes destacados son Lady Dorma, Warlord Krang y Attuma.
- Los Atlantes aparecen en el episodio de Los 4 Fantásticos, "Now Comes the Sub-Mariner". Namor, Lady Dorma y Warlord Krang aparecen en este episodio.
- Los Atlantes aparecen en el episodio de The Avengers: United They Stand, "To Rule Atlantis". Mientras que Namor y Attuma aparecen, el episodio incluye a Pecos y Dara, que son exclusivos de esta serie de televisión.
- Los Atlantes aparecen en el episodio de Fantastic Four: World's Greatest Heroes, "Imperious Rex". Namor planeaba llevar a los atlantes a invadir el mundo de la superficie. En el episodio "Atlantis Attacks", los Cuatro Fantásticos se unen a Namor cuando Attuma ataca a Atlantis.
- Los Atlantes aparecen en Avengers Assemble. Los Atlantes conocidos incluyen a Attuma, Orka, una variación de Lady Zartra (con la voz de April Stewart) y la hija de Attuma, Elanna (con la voz de Ashley Eckstein). En el episodio "Depth Charge", Attuma dirige a sus soldados atlantes a atacar Manhattan y tratar de hundirlo. En "Beneath the Surface", se revela que la principal consejera de Attuma, Lady Zartra, y quienes la acompañan se han cansado de la tiranía de Attuma y planean usar la Corona Serpiente para controlar a Giganto para ayudarlos a luchar contra el ejército de Attuma. Tras un malentendido entre el grupo de Lady Zartra y los Vengadores, ambos grupos trabajan juntos para luchar contra el ejército de Attuma cuando obtiene la Corona Serpiente y controla a Giganto. Después de que Attuma es derrotado, los Atlantes del lado de Lady Zartra se ganan la confianza en los Vengadores. En el episodio "Avengers Underground", algunos de los Atlantes del lado de Attuma llegaron a Manhattan solo para encontrarse con Hyperion. Los soldados atlantes presentes fueron aniquilados por Hyperion después de que arrojó a uno de ellos al océano para informarle a Attuma lo que acababa de ver y que la Tierra está bajo el gobierno del Escuadrón Supremo. En el episodio de dos partes "Shadow of Atlantis", se menciona que Attuma y Atlantis firmaron un tratado de paz con el mundo de la superficie. Sin embargo, el ex general de Attuma, Tiburón Tigre lleva a los atlantes a su lado para apuntar a la embajada de Wakanda. Cuando Tiburón Tigre es derrotado, Attuma aparece con sus hombres para arrestar a Tiburón Tigre. En el episodio "Into the Deep", se reveló que N'Jadaka fue el embajador en Atlantis hasta su plan para destruir en secreto Atlantis con sus bombas. Después de que se frustrara el complot de la bomba, Killmonger y Tiburón Tigre escaparon. En el episodio de dos partes "Kingbreaker", Attuma ha designado al comandante Orka para reemplazar a Tiburón Tigre como jefe de las fuerzas armadas de Attuma, mientras que su hija Elanna mejoró las medidas de seguridad. La Princesa Zanda planea bombardear Atlantis mientras manipula la armadura de Tony Stark en forma de Black Widow para matar a Attuma. Después de que Lobo Blanco desecha la bomba, Attuma trabaja con Pantera Negra para salvar a los atlantes y arreglar las grietas que dejó la bomba. Para cuando Pantera Negra y Attuma resuelven sus diferencias, Attuma es atacado fatalmente por Killmonger usando el tridente de Attuma y muere en los brazos de Elanna. Pantera Negra y Lobo Blanco no pudieron darle un Killmonger derrotado a Elanna debido a su información sobre dónde está la verdadera Black Widow, ya que los dos toman a Killmonger como su prisionero. El primer acto de Elanna como reina es que lanzó a Tiburón Tigre para ayudar en su próxima guerra con Wakanda.

### Cine
En la película de 2022 Black Panther: Wakanda Forever, la raza y la ciudad se cambiaron a Talokanil y Talokan en lugar de Atlantes y Atlantis.

### Videojuegos
Los Atlantes aparecen en Marvel: Ultimate Alliance. El juego presenta un escenario en el que los jugadores deben viajar a la ciudad submarina de Atlantis para detener un motín orquestado por Attuma, quien cree que se convertirá en el nuevo gobernante de los reinos del mar como se predijo en las Crónicas de la Atlántida. Attuma usa emisores sónicos para hacer que los atlantes se rebelen y se vuelvan contra Namor. Attuma es asistido en su objetivo por Byrrah, Tiburón Tigre y Warlord Krang. Cuando Attuma y Tiburón Tigre son derrotados, Tiburón Tigre menciona que el Doctor Doom fue su benefactor en la trama de Attuma. Dentro del juego, también hay un templo dedicado a Negrete, cuyo santuario está protegido por guardianes del templo entrenados para derrotar a cualquier intruso. Los Ojos de Negrete son objetos sagrados utilizados por los sacerdotes del templo para acceder a los santuarios internos del templo. En el informe de Atlantis, el Capitán América menciona que a los atlantes no les gustan los habitantes de la superficie.